# 16-os busz (Békéscsaba)
A békéscsabai 16-os jelzésű autóbusz a Malom tér és a Körösi utca között közlekedett. A viszonylatot a Körös Volán üzemeltette.

## Útvonala
Mai utcanevekkel
| Körösi utca felé                                                                         | Malom tér felé                                                                           |
| ---------------------------------------------------------------------------------------- | ---------------------------------------------------------------------------------------- |
| Malom tér vá. – Széchenyi utca – Baross utca – Berényi út – Mokry utca – Körösi utca vá. | Körösi utca vá. – Mokry utca – Berényi út – Baross utca – Széchenyi utca – Malom tér vá. |

## Megállóhelyei 1990-ben
| 0 | Malom tér végállomás      | 9 |
| 1 | Körös Hotel               | 8 |
| 3 | Rózsa Ferenc tér          | 6 |
| 5 | Békési út                 | 4 |
| 6 | Lenkey utca               | 3 |
| 7 | Rövid utca                | 2 |
| 8 | Áchim L. András lakótelep | 1 |
| 9 | Körösi utca végállomás    | 0 |